# Emmy Internacional 1973
A 1.ª cerimônia de entrega dos International Emmys (ou Emmy Internacional 1973) aconteceu em 19 de novembro de 1973, no Plaza Hotel, na cidade de Nova York, Estados Unidos. O evento é diferente de outras celebrações do Emmy, pois é dedicado a programas de televisão produzidos e originalmente transmitidos fora dos EUA.

## Cerimônia
A primeira cerimônia do Emmy Internacional aconteceu em 19 de novembro de 1973, no Plaza Hotel, em Nova York. Os prêmios foram criados pelo Conselho Internacional da Academia Nacional de Artes e Ciências Televisivas (NATAS). A premiação contou com a participação de Herbert Schlosser presidente da rede NBC, John Cannon vice-presidente da NATAS, Hartford Gunn presidente fundador da PBS, John A. Schneider presidente da rede CBS, David Webster diretor da BBC, Charles Curran diretor-geral da BBC e presidente da European Broadcasting Union, Antonio Mercero e Joaquim Bordiu diretores da Televisión Española, Walter A. Schwartz presidente da rede ABC e Ralph M. Baruch presidente da Viacom International. Os executivos da televisão americana estavam entre os apresentadores dos prêmios.
Sr. Curran foi a primeira personalidade homenageada com o Directorate Award, Sr. Webster venceu prêmio de melhor documentário para a BBC com Horizon. A Televisión Española venceu o prêmio de drama com La cabina ("The Telephone Booth").

## Vencedores
| Melhor Programa de Artes Populares           | Melhor Documentário  |
| -------------------------------------------- | -------------------- |
| - La cabina - () (TVE)                       | - Horizon - () (BBC) |
| Directorate Award                            |                      |
| - Charles Curran - () (Diretor-Geral da BBC) |                      |